# Mandailing Natal (huyện)
Huyện Mandailing Natal là một huyện (kabupaten) thuộc tỉnh Bắc Sumatra, Indonesia. Huyện lỵ đóng ở Panyabungan. Huyện có diện tích 6134 km2, sân số theo điều tra năm 2000 là 355.285 người.

## Các đơn vị hành chính
Huyện gồm có 23 phó huyện hành chính (kecamatan) sau:
Batahan •
Batang Natal •
Bukit Malintang •
Huta Bargot •
Kotanopan •
Lembah Sorik Merapi •
Lingga Bayu •
Muara Batang Gadis •
Muara Sipongi •
Naga Juang •
Natal •
Pakantan •
Panyabungan Barat •
Panyabungan Kota •
Panyabungan Selatan •
Panyabungan Timur •
Panyabungan Utara •
Puncak Sorik Merapi •
Ranto Baek •
Siabu •
Sinunukan •
Tambangan •
Ulu Pungkut